# Obešena fasada
Obešena fasada je nenosilna fasadna obloga, pogosto iz kovine ali stekla, ki je obešena na osnovno skeletno konstrukcijo.